# Île Beyne
Pour les articles homonymes, voir Beyne.
L'Île Beyne est une île située sur la Saône appartenant à la commune de Quincieux.